# Apirak Kosayodhin
Apirak Kosayodhin (Thai: อภิรักษ์ โกษะโยธิน) (Changwat Nonthaburi, 30 maart 1961) is een Thais bestuurder, politicus, topfunctionaris en voormalig gouverneur van Bangkok.

## Leven en werk
Kosayodhin werd in 1961 in Changwat Nonthaburi geboren in een Chinees-Thaise familie. Hij studeerde marketing management aan de Chiang Mai University en daarna een managementopleiding aan de Harvard Business School. Hij begon zijn carrière bij de Pizza Hut. Vervolgens vervulde hij diverse bestuursfuncties bij verschillende bedrijven. Van 2002 tot 2004 was hij werkzaam als bestuursvoorzitter van het bedrijf Orange.

## Bangkok gouverneursverkiezingen 2004
Begin januari 2004 maakte Apirak bekend dat hij per direct ontslag nam bij TA Orange om kandidaat te worden voor de Democratische Partij bij de gouverneursverkiezingen voor Bangkok in 2004. Zijn aanstelling kwam als een grote verrassing. Hij verraste zowel vriend als vijand door te verklaren dat hij geen problemen zag in een samenwerken met de regeringspartij Thai Rak Thai van minister-president Thaksin Shinawatra, de aartsrivalen van de Democratische Partij.
Op 29 augustus 2004 won Apirak Kosayodhin de verkiezingen door 40% van de stemmen te halen en werd hij de nieuwe gouverneur van Bangkok. In oktober 2008 werd hij met 45% van de stemmen herkozen maar trad de maand daarop af na van corruptie te zijn beschuldigd.